# Amblyonychus horni
Amblyonychus horni là một loài ruồi trong họ Asilidae. Amblyonychus horni được Bromley miêu tả năm 1935. Loài này phân bố ở vùng Tân nhiệt đới.